# سامسون (فیلم ۱۹۱۵)
«سامسون» (انگلیسی: Samson) یک فیلم به کارگردانی ادگار لوئیس است که در سال ۱۹۱۵ منتشر شد.